# Mokosch

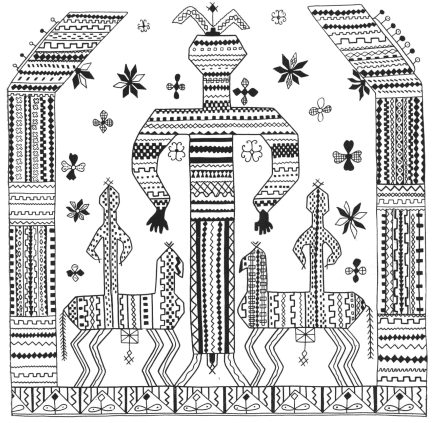
Stickerei mit dem russischen Norden. 19. Jahrhundert.

Mokosch oder Mokuscha ist eine slawische Göttin. Sie ist neben der polabischen Göttin Siva die einzige bekannte historisch belegbare weibliche Gottheit des slawischen Pantheons und als Muttergöttin zuständig für Fruchtbarkeit, Weiblichkeit und den Schutz der Schafe und des Spinnens und Webens. Ihr Name ist von dem Wortstamm mok- (feucht) abgeleitet. Sie symbolisiert demnach die „feuchte Mutter Erde“ und entspricht damit der iranischen Fruchtbarkeitsgöttin Ardvi Sur Anahita. 
Mokosch war eine der sechs Gottheiten, denen Fürst Vladimir I. 980 in Kiew Standbilder aufstellen ließ. Sie zählte also zu den Hauptgöttern der Ostslawen. In den schriftlichen Quellen wird sie meist zusammen mit Wassergeistern erwähnt, den Vilen, später den Rusalken. Ein russisches Traktat bringt die Göttin in Zusammenhang mit sexuellen Riten. Dass dies ein bestimmendes Merkmal des Mokosch-Kultes gewesen sei, ist jedoch unwahrscheinlich, da ihre Hauptfunktion der Schutz des wirtschaftlichen Bereiches war. 
Nach der Christianisierung wurde der Schutz der Felder und des Viehs, der Mokosch oblag, der Heiligen Paraskeva übertragen. Ihr waren im apokryphen Kalender zwölf Freitage im Jahr geweiht, was die Bedeutung dieses Kultes verdeutlicht. Doch noch im 16. Jahrhundert wurden Frauen bei der Beichte gefragt, ob sie zu Mokosch gingen, und bis zum 19. Jahrhundert hielt sich in der nordrussischen und ukrainischen Folklore die Vorstellung eines weiblichen Dämons namens Mokusch, mit großem Kopf und langen Händen, der nachts in die Bauernhäuser kam und das Werg spann, das offen herumlag, wobei allerdings die Gefahr bestand, dass sie jemanden umspann. Ihr Kommen kündigte sich durch das Geräusch einer Spindel an, der Geist selbst war unsichtbar. In anderen slawischen Ländern entstand aus dem Mythos die Kikimora.
Außerhalb des russischen Bereichs gibt es nur Hinweise auf eine mögliche Verehrung der Mokosch in Form von Ortsnamen. So wird die tschechische Gemeinde Mokošín und die ehemaligen Dörfer Muuks in Vorpommern und Moggast in Oberfranken mit dem Namen der Göttin in Verbindung gebracht.